# Agonum nigriceps
Agonum nigriceps är en skalbaggsart som beskrevs av Leconte 1848. Agonum nigriceps ingår i släktet Agonum och familjen jordlöpare. Inga underarter finns listade i Catalogue of Life.